# Fakaofo
Fakaofo este un atol din Insulele Tokelau, din Oceanul Pacific de Sud. În sine, teritoriul cuprinde doar aproximativ 3 km2, cu insulițe de corali care înconjoară o lagună de 45 km2.

## Lista insulelor
1. Mulifenua
2. Vini
3. Motu Pelu
4. Avaono
5. Talapeka
6. Te Lafu
7. Olokalaga
8. Palea
9. Manumea
10. Ofuna
11. Kavivave
12. Heketai
13. Motuloa
14. Motu Akea
15. Motu Iti
16. Niue
17. Fugalei
18. Manuafe
19. Otafi Loto
20. Otafi Loa
21. Kaivai
22. Nukuheheke
23. Nukamahaga Lahi
24. Nukamahaga Iti
25. Tenki
26. Pagai
27. Matakitoga
28. Vaiaha
29. Falatutahi
30. Lapa
31. Hugalu
32. Logotaua
33. Tafolaelo
34. Otano
35. Akegamutu
36. Te Loto
37. Kapiomotu
38. Metu
39. Hakea Mahaga
40. Pukava
41. Hakea
42. Te Kau Afua o Humu
43. Nukulakia
44. Te Papaloa
45. Pataliga
46. Nukumatau
47. Fale
48. Te Afua tau Lua
49. Fenua Fala

## Legături externe
- Fakaofo - Chiefly island of Tokelau

## Vezi și
- „Atolul Fakaofo”, nuveletă de I. E. Efremov